# Кресак (Дордоња)
Кресак (фр. Creyssac) насеље је и општина у југозападној Француској у региону Аквитанија, у департману Дордоња која припада префектури Периже.
По подацима из 2011. године у општини је живело 89 становника, а густина насељености је износила 19,52 становника/km². Општина се простире на површини од 4,56 km². Налази се на средњој надморској висини од 100 метара (максималној 153 m, а минималној 82 m).

## Демографија
| 1962. | 1968. | 1975. | 1982. | 1990. | 1999. | 2011. |
| ----- | ----- | ----- | ----- | ----- | ----- | ----- |
| 80    | 95    | 94    | 83    | 81    | 99    | 89    |

График промене броја становника у току последњих година